# Łazienki-Park

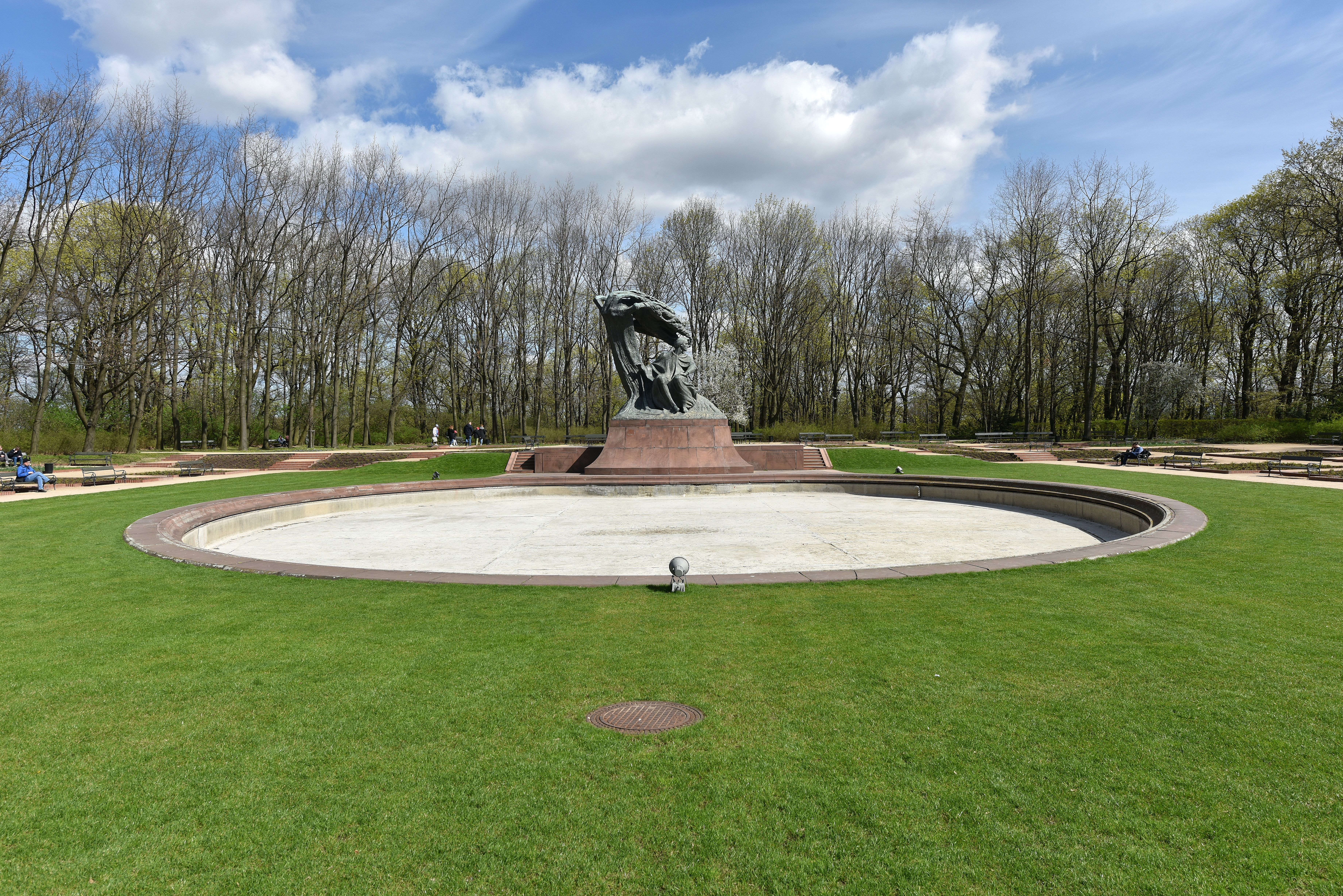
Łazienki-Park mit Chopin-Denkmal

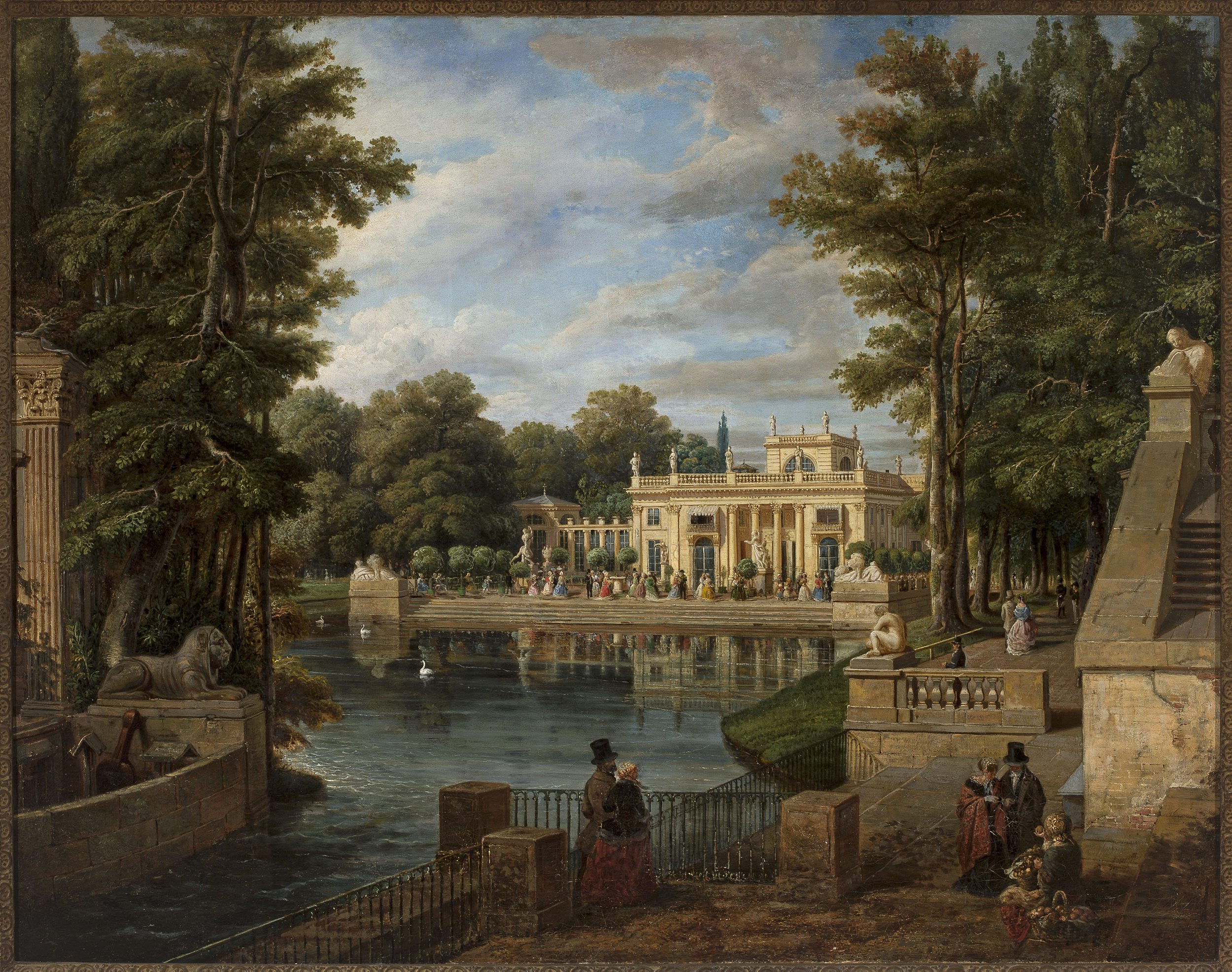
Das Łazienki-Palast („Palast auf dem Wasser“) nach Zieliński (19. Jahrhundert); vom südlichen Łazienki-See gesehen

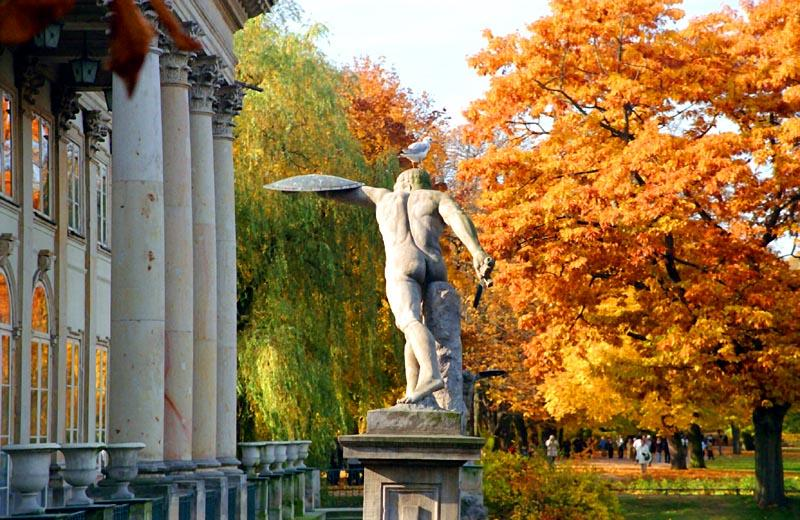
Der nördliche Łazienki-See

Der Łazienki-Park (deutsch: Park der Bäder) ist mit 80 ha die größte Parkanlage in Warschau. Der Park liegt im zentralen Stadtteil Śródmieście an den Aleje Ujazdowskie, dem südlichen Teil des Warschauer Königsweges, der vom Königsschloss nach Wilanów führt. Im Norden geht der Park in den Ujazdowski-Park über, der sich auf der anderen Seite der Agrykola befindet.

## Geschichte
Die Gartenanlage wurde im 17. Jahrhundert von Tylman van Gameren im Stil des Barocks für den Eigentümer von Ujazdów Stanisław Herakliusz Lubomirski errichtet. Namensgebend für den Park war ein Badepavillon, der damals errichtet wurde. Im Jahr seiner Wahl zum polnischen König 1764 erwarb Stanisław August Poniatowski den Schlossgarten. Die Anlage des neuen klassizistischen Gartens wurde zum Lebenswerk von Stanisław II. August. Die Parkanlage schufen Dominik Merlini, Johann Christian Kamsetzer sowie der Gartenarchitekt Johann Christian Schuch. Die wichtigsten Gebäude sind um den Łazienki-See und -Fluss konzipiert, wie der Palast auf dem Wasser, das Theater auf der Insel sowie das Sobieski-Denkmal.
Die meisten Gebäude wurden nach dem Warschauer Aufstand 1944 von der deutschen Wehrmacht niedergebrannt. Die Bausubstanz blieb aber im Vergleich zur Altstadt dennoch relativ gut erhalten, so dass der Wiederaufbau in den ersten Nachkriegsjahren vollendet werden konnte.

## Łazienki-Palast

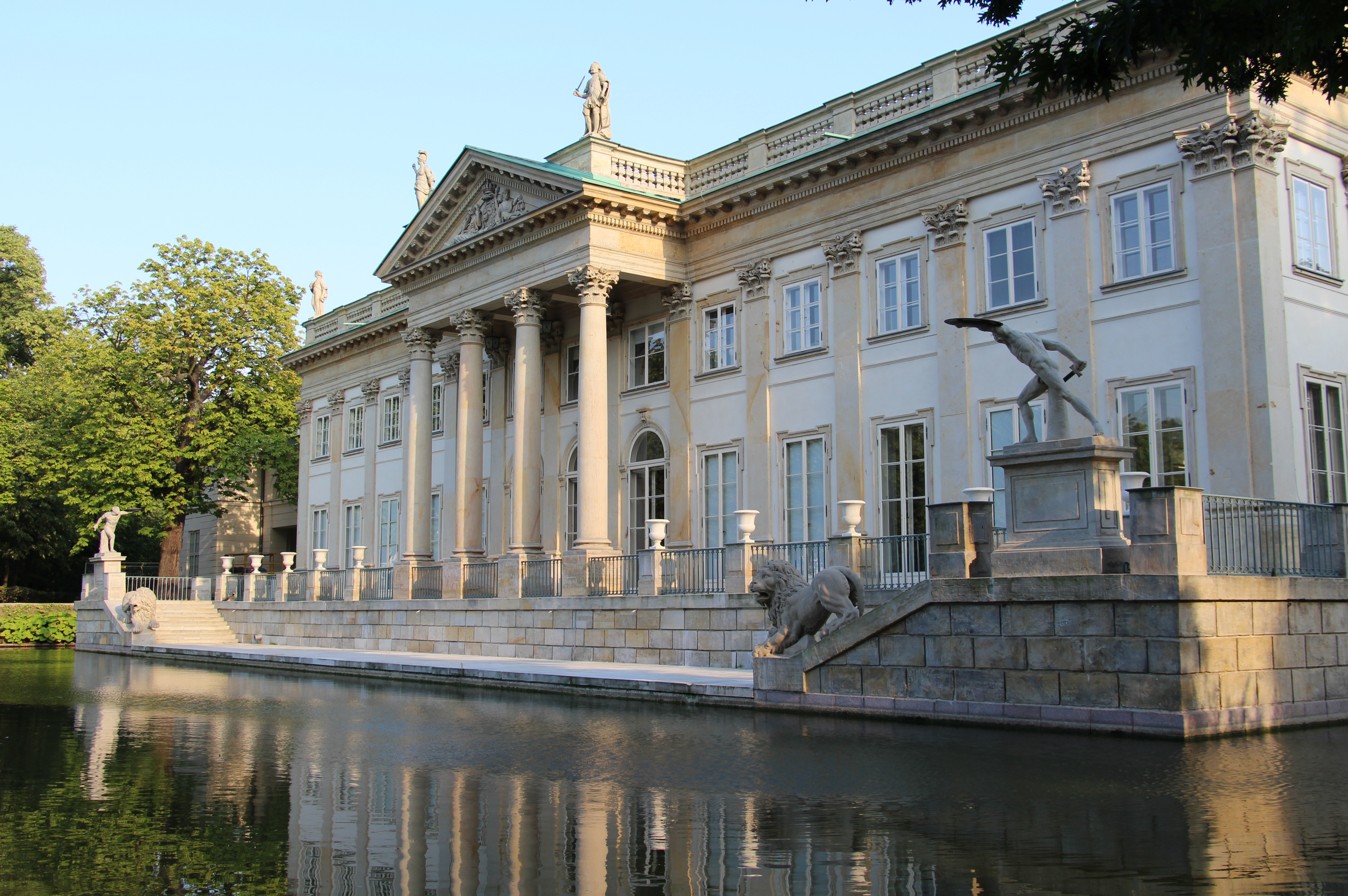
Der Łazienki-Palast heute

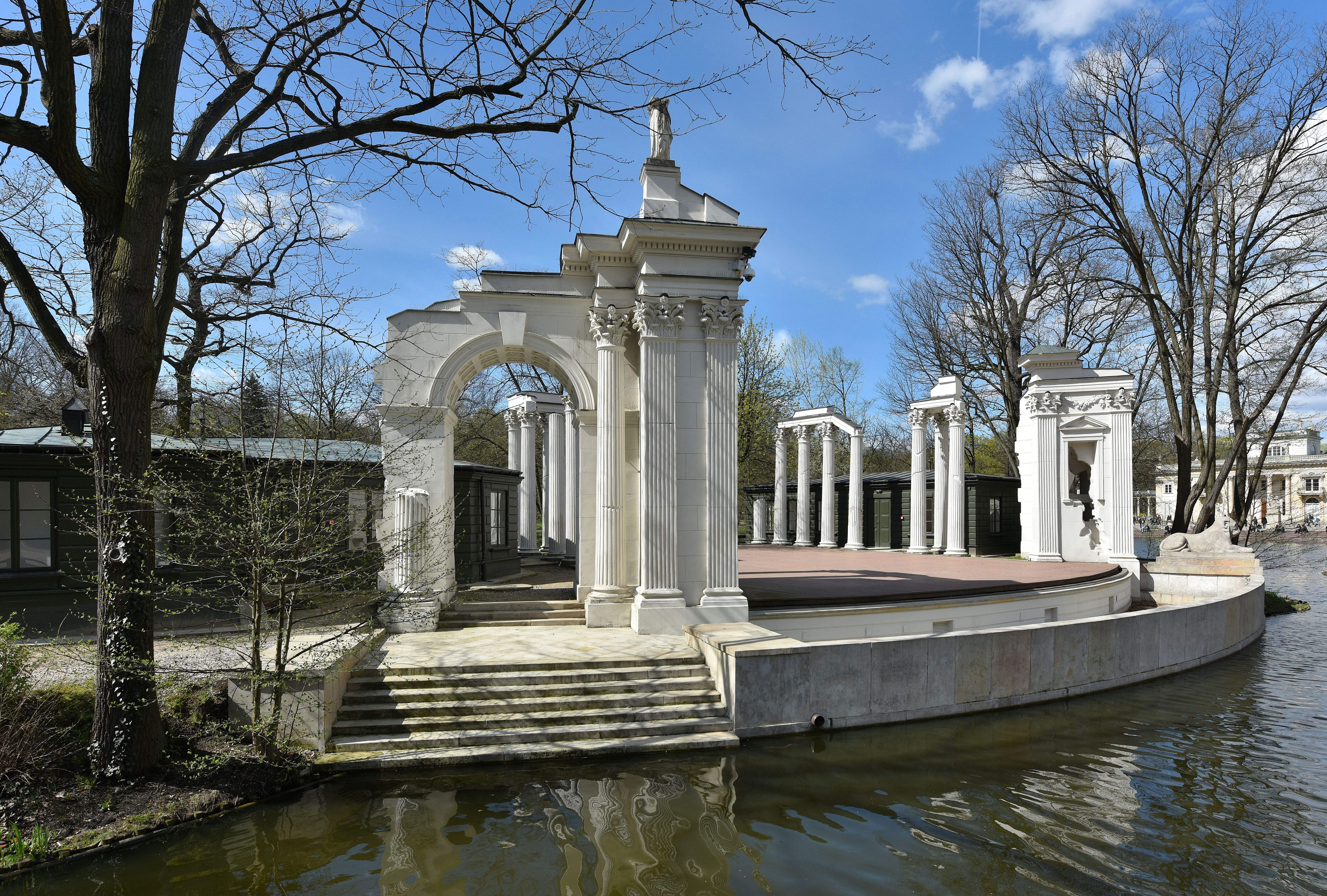
Das Theater auf der Insel

Der Łazienki-Palast (poln.: Pałac Łazienkowski oder Pałac na Wodzie), auch Palast auf dem Wasser oder Palast auf der Insel genannt, wurde im 17. Jahrhundert von Tylman van Gameren für Stanislaus Lubomirski errichtet. Von 1772 bis 1793 baute Dominik Merlini das Schloss für Stanislaus August Poniatowski um, der es zu seiner Residenz machte. Die Badeanstalt wurde im Inneren im chinesischen Stil gestaltet, der in der Epoche des Klassizismus sehr beliebt war. Das Schloss befindet sich auf einer künstlichen Insel auf dem Łazienki-See, die durch zwei Arkadenbrücken mit dem Festland verbunden ist. 
Der Palast wurde nach dem Warschauer Aufstand 1944 von der deutschen Wehrmacht gebrandschatzt und nach dem Zweiten Weltkrieg wiederaufgebaut.

## Theater auf der Insel
Das Theater auf der Insel (poln. Teatr na Wyspie) wurde 1790 von Jan Chrystian Kamsetzer an der Stelle eines älteren Theaters auf einer künstlichen Insel im südlichen Łazienki-See nach dem Vorbild des antiken Theaters von Herkulaneum errichtet. Die mit antiken Ruinen und Statuen ausgestattete Bühne befindet sich auf dem Wasser und ist durch den Łazienki-See von dem klassizistischen Rundtheater, das in das Grün des Parks eingebettet ist, getrennt.

## Belvedere

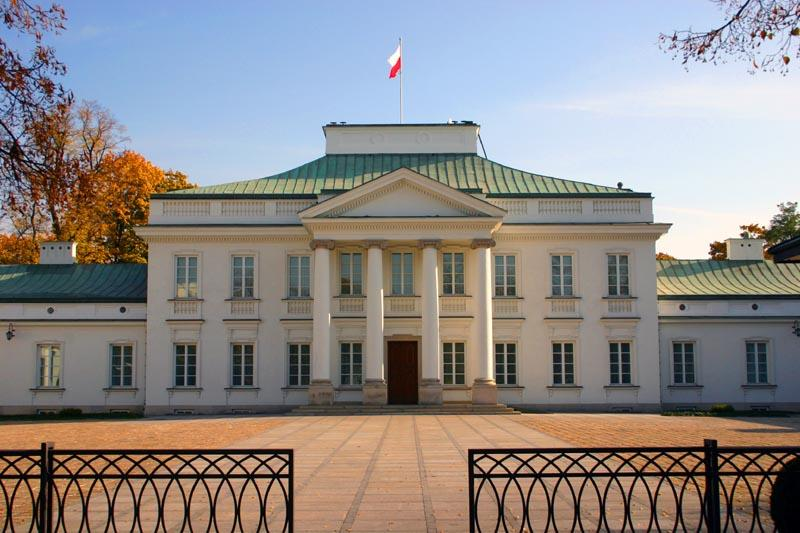
Das Belvedere

Der Belvedere-Palast (poln. Belweder) von 1660 befindet sich auf einem Hügel am westlichen Rand des Parks. Es wurde von Jakub Kubicki im klassizistischen Stil nach 1767 umgebaut. Von 1817 bis 1830 diente es als Privatpalast des russischen Statthalters Großfürst Konstantin Pawlowitsch Romanow, dem Bruder des Zaren. Die Aufständischen des Novemberaufstandes stürmten es am Abend des 29. November 1830 von der ebenfalls im Łazienki-Park gelegenen Fähnrichsschule kommend. Zwar gelang es Konstantin Romanow zu fliehen, doch damit wurde der über ein Jahr dauernde Aufstand ausgelöst. Der Palast wurde zum Vorbild vieler polnischer Kleinadelspalais. In der Zwischenkriegszeit sowie von 1989 bis 1994 diente es dem polnischen Staatspräsidenten als Amtssitz.

## Weißes Haus

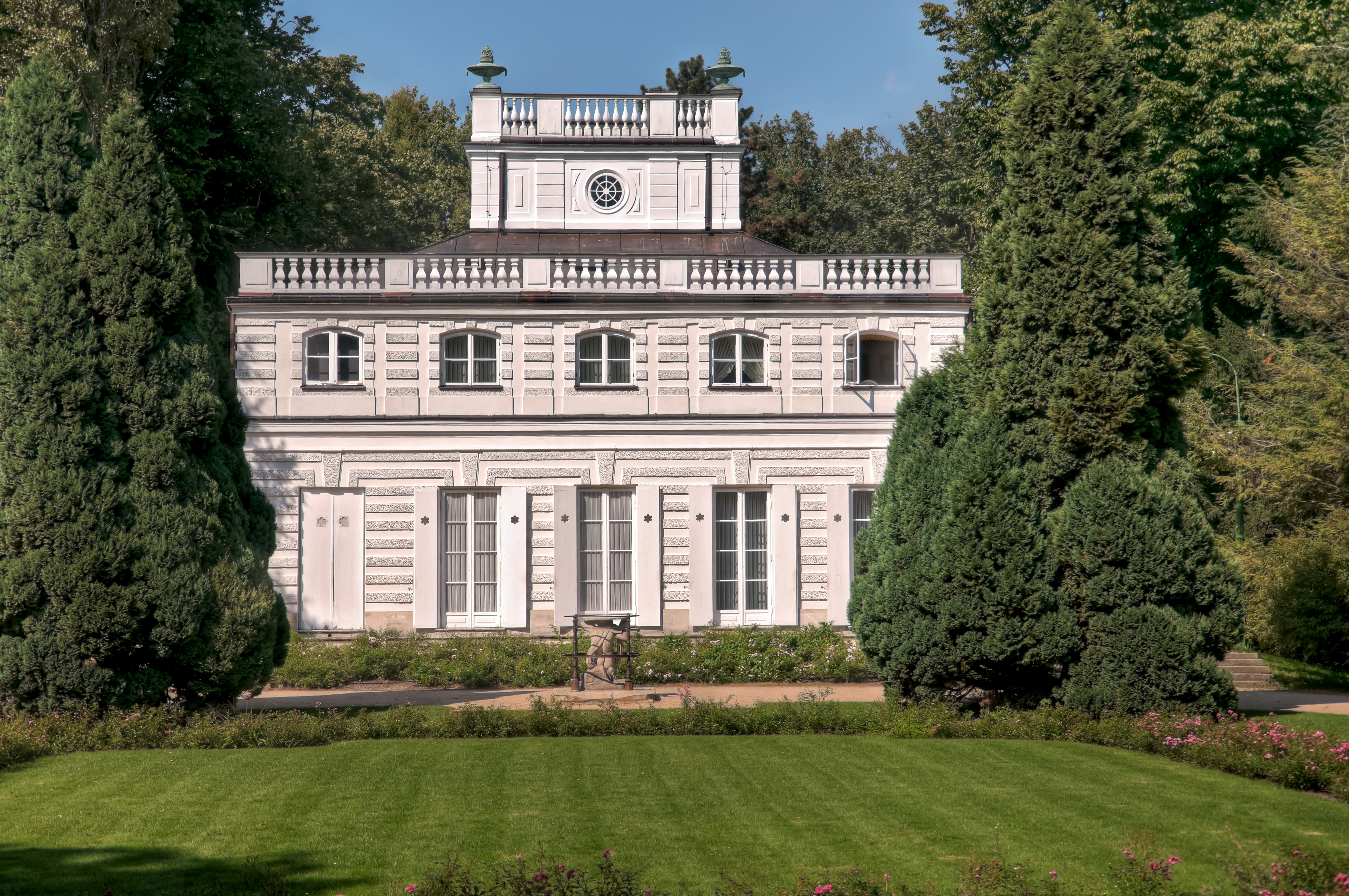
Weißes Haus

Das Weiße Haus (poln. Biały Domek), errichtet 1774 bis 1776, war für die Geliebte von König Stanislaus II. August Elżbieta Grabowska bestimmt. Es war eines der ersten Gebäude, das von Dominik Merlini im Łazienki-Park vollendet wurde. Es befindet sich auf dem Königsweg von den Ujazdowski-Alleen zum Palast auf dem Wasser. Das Weiße Haus hat eine quadratische Grundfläche. Das Innere wurde mit Fresken von Johann Gottlieb Plersch und Jan Ścisło geschmückt. Während seines Exils lebte hier Ludwig XVIII. Obwohl das Weiße Haus nach dem Warschauer Aufstand von der deutschen Wehrmacht teilweise niedergebrannt wurde, blieb es eines der besterhaltenen Gebäude im Łazienki-Park. Das Innere ist zum großen Teil im Originalzustand der Zeit Stanislaus August Poniatowski erhalten.

## Alte Orangerie

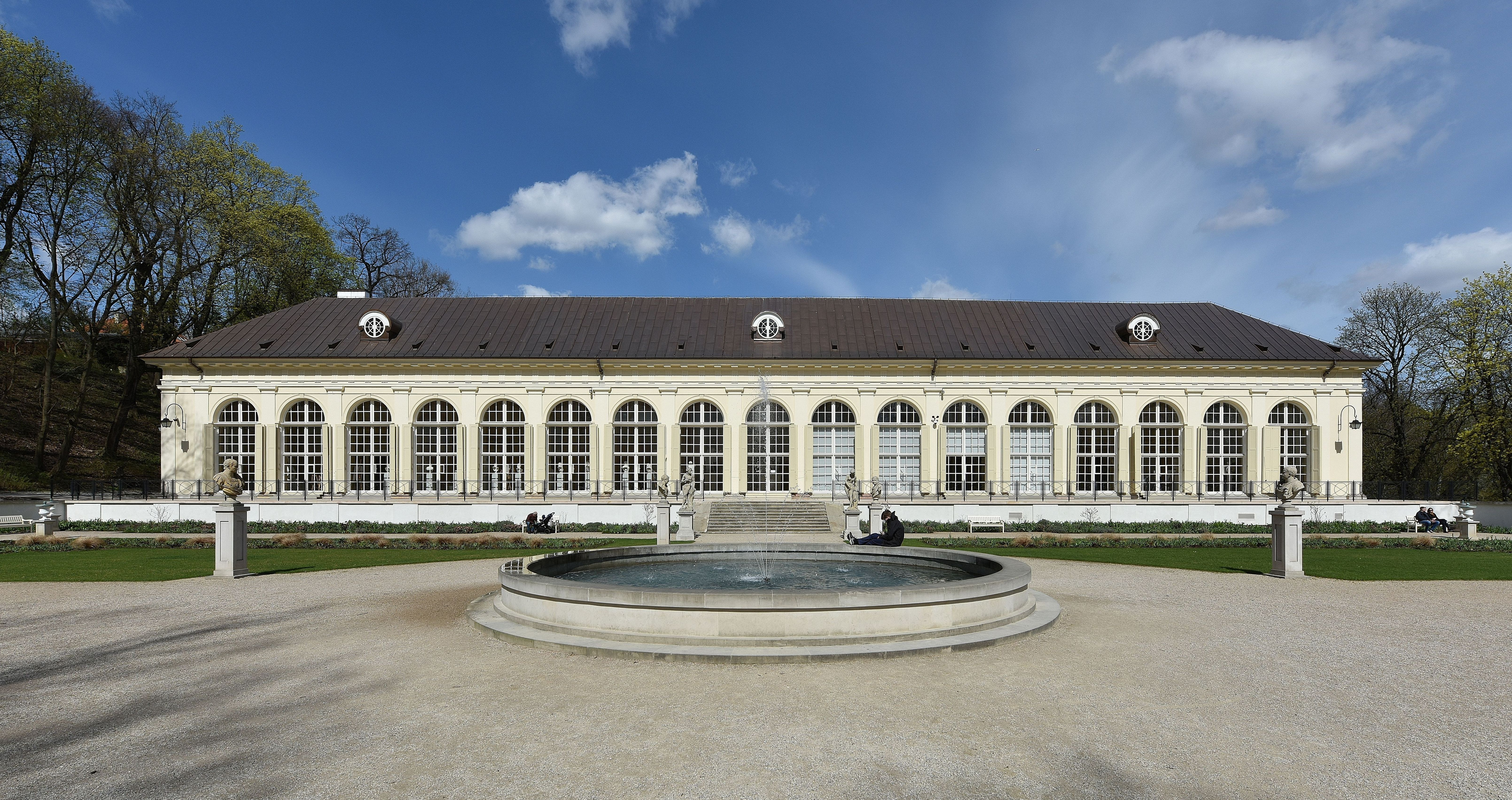
Die Alte Orangerie

Die Alte Orangerie (poln. Stara Pomarańczarnia) wurde von 1786 bis 1788 von Dominik Merlini in Form eines Hufeisens im nordwestlichen Teil des Parkes errichtet, um die südländische Flora des Parkes – insbesondere Orangenbäume – zu überwintern und Unterkunft für die Gärtner zu bieten. Heute befindet sich in den Flügeln der Alten Orangerie das Hoftheater aus dem 18. Jahrhundert mit Fresken von Johann Gottlieb Plersch und die größte Galerie der Polnischen Bildhauerkunst des 16. bis zum 20. Jahrhundert mit über 700 Exponaten.

## Neue Orangerie

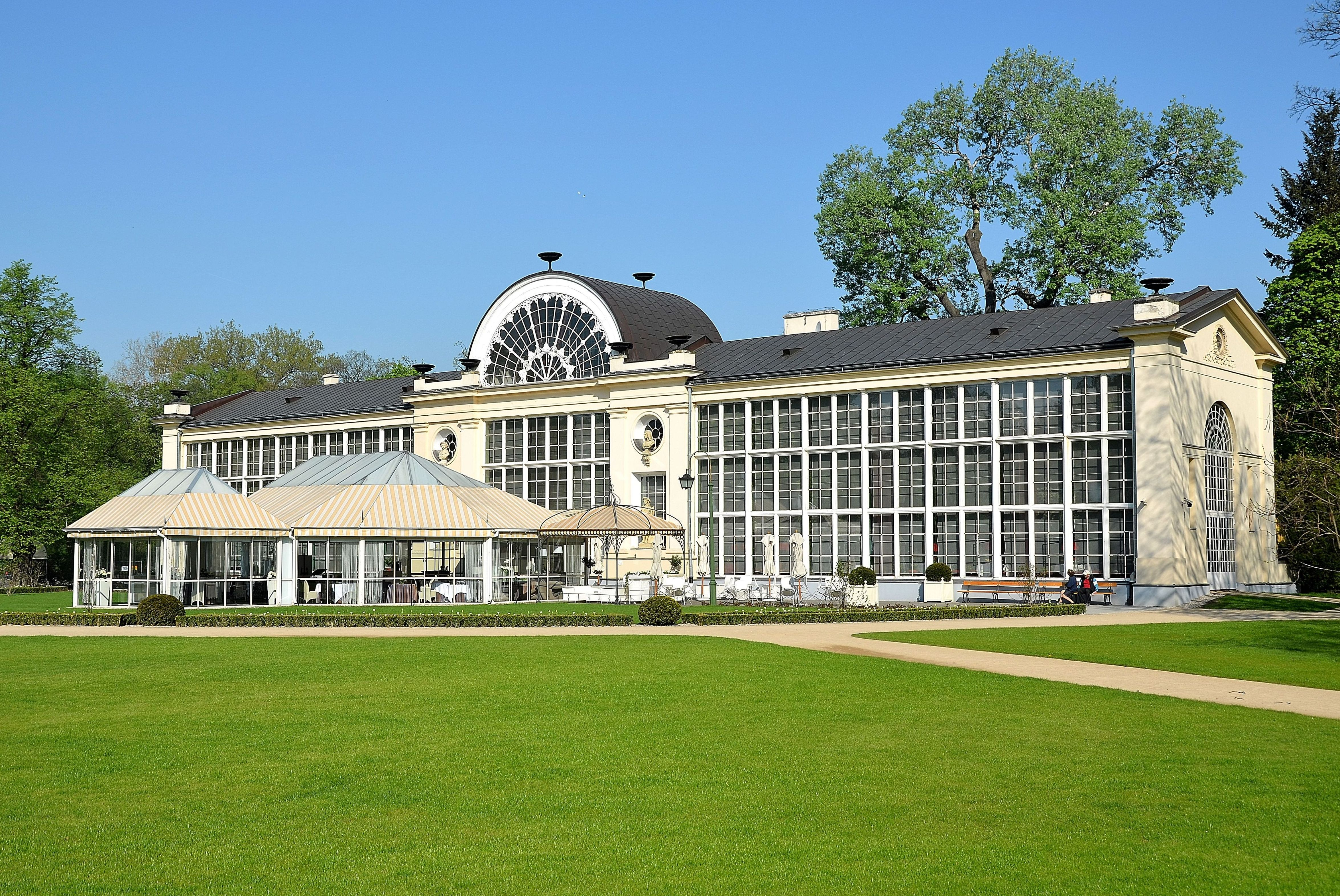
Die Neue Orangerie

Die Neue Orangerie (poln. Nowa Pomarańczarnia) stammt aus dem Jahr 1860 und wurde von Adolf Loewe und Józef Orłowski errichtet. Der Glasbau im viktorianischen Stil besitzt eine imposante Halle, in der eine Vielfalt an tropischen und südländischen Pflanzen gedeiht. Die Neue Orangerie liegt an dem Wilanów-Weg, auch Chinesischer Weg genannt.

## Alte Kordegarda

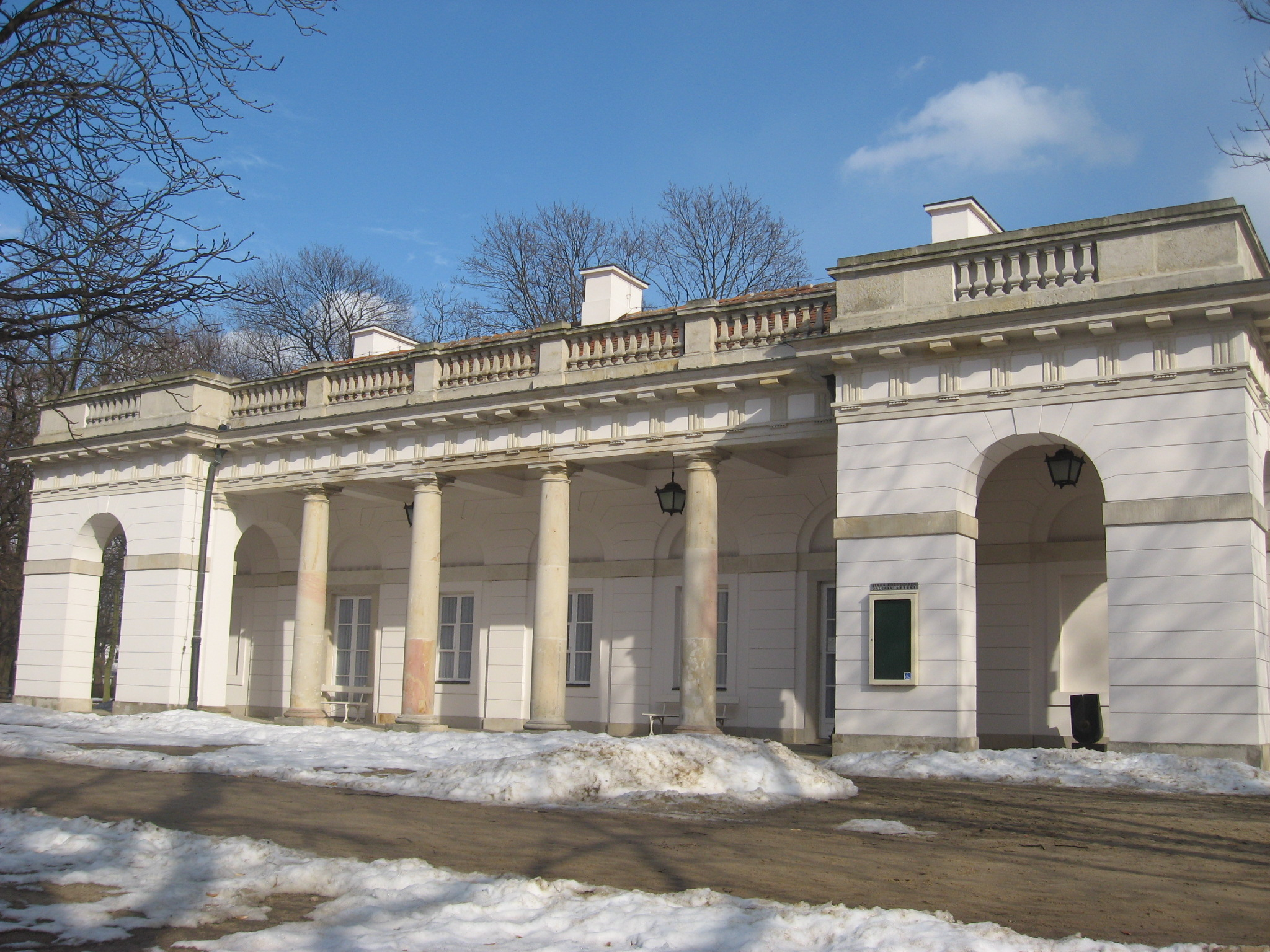
Die Alte Kordegarda

Die Alte Kordegarda (poln. Stara Kordegarda, fr. corps de gardes = Hauptwache) wurde von Johann Christian Kamsetzer 1791 bis 1792 am Ostrand des nördlichen Łazienki-Sees errichtet. Die Frontseite nimmt eine Säulenreihe ein, die von einer klassizistischen Attika bekrönt wird.

## Neue Kordegarda

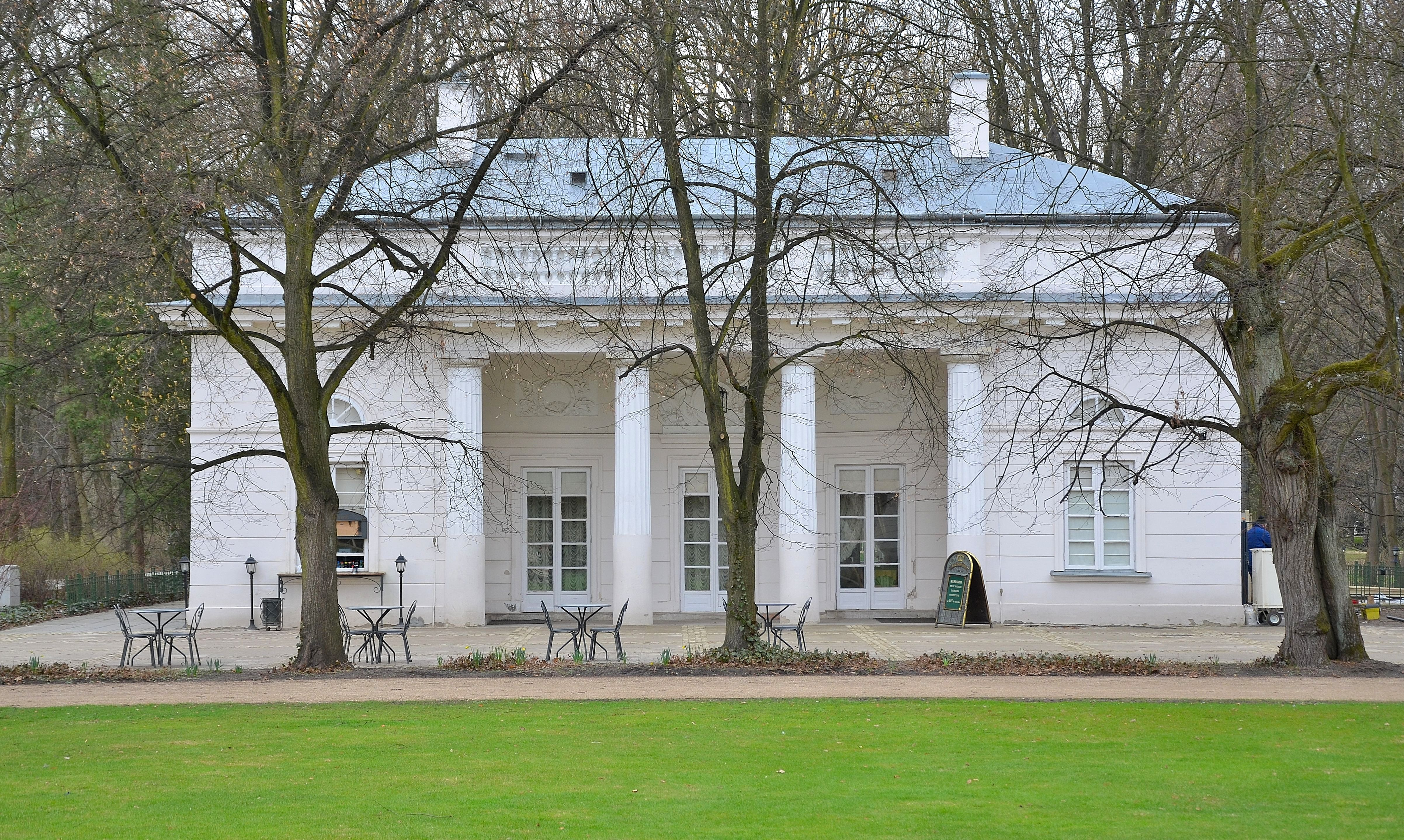
Die Neue Kordegarda

Die Neue Kordegarda (poln. Nowa Kordegarda) befindet sich in unmittelbarer Nähe des Palast auf dem Wasser westlich des Łazienki-Sees. Sie wurde von 1779 bis 1780 von Domenico Merlini errichtet und von Jan Bogumił Plersch im Inneren ausgestaltet. 1830 führte Jakub Kubicki einen Umbau der Fassade durch, aufgrund dessen die Kordegarda als die Neue bezeichnet wird.

## Myślewicki-Palast

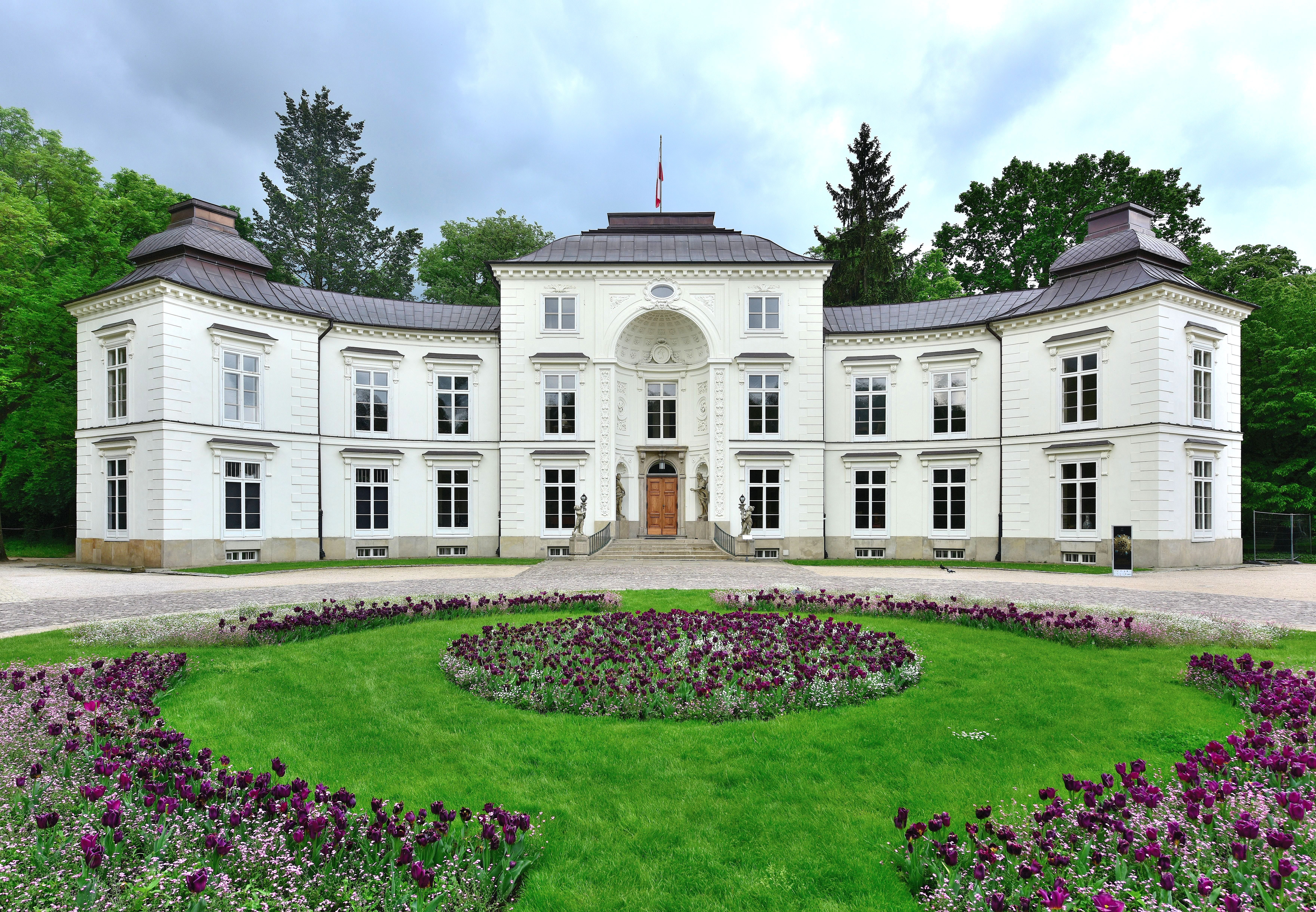
Der Myślewicki-Palast

Der frühklassizistische Myślewicki-Palast (poln. Pałac Myślewicki) verdankt seinen Namen dem Dorf Myślewice. Der Palast wurde in Auftrag König Stanislaus Augusts von 1775 bis 1779 von Merlini in drei Phasen errichtet. Das zunächst auf einen quadratischen Grundriss errichtete Gebäude wurde um zwei Rundflügel ergänzt. Im Inneren ist die Originaldekoration des Esssaals mit Ansichten von Rom und Venedig sowie das vom Maler Jan Bogumił Plersch gestaltete Bad erhalten geblieben. Ursprünglich für Angehörige des Königshofes vorgesehen, ging es später an Józef Poniatowski über, dessen Initialen in eine Kartusche über dem Eingang eingearbeitet wurden.

## Diana-Tempel

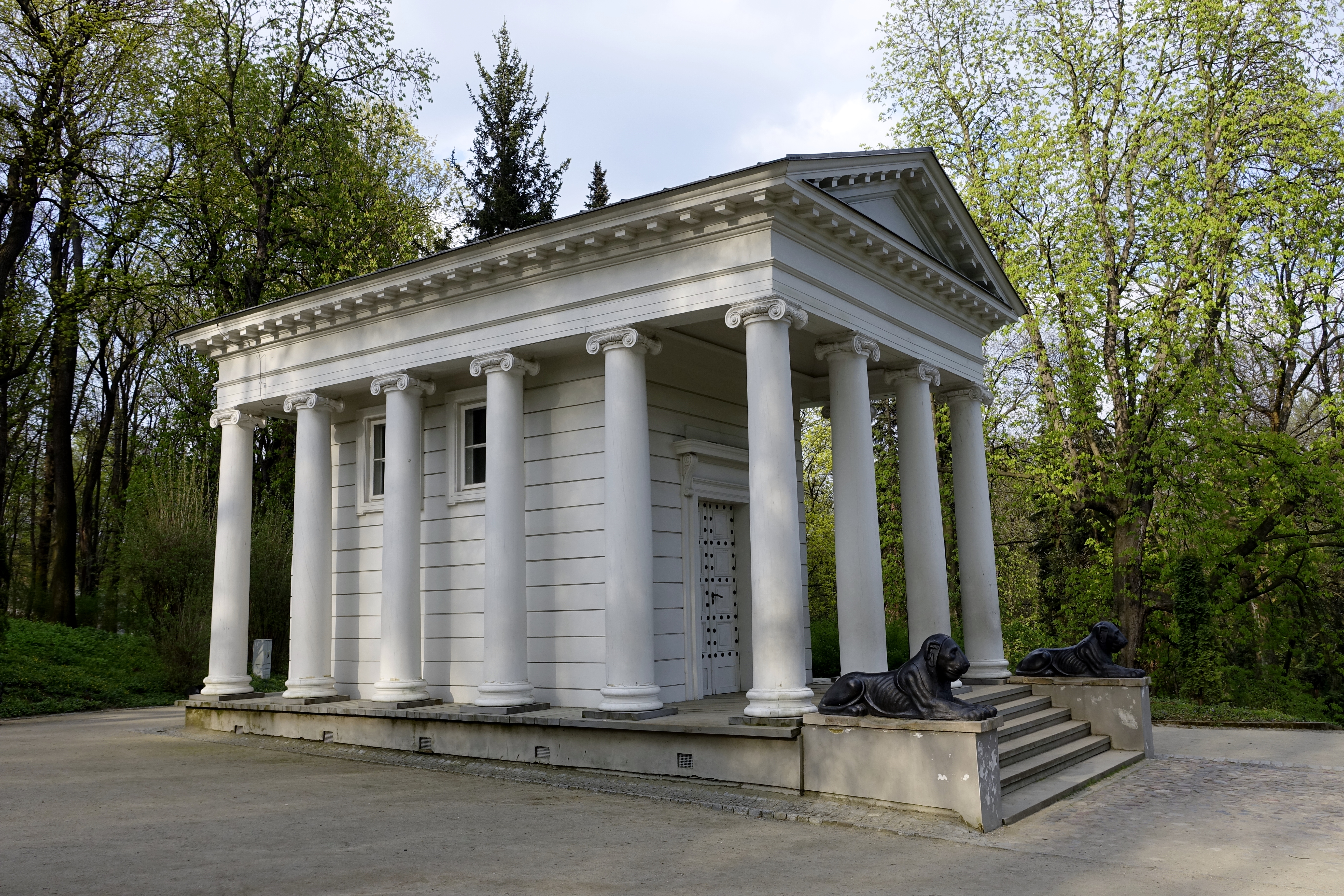
Der Diana-Tempel

Der klassizistische Diana-Tempel (auch Sybillentempel, poln. Świątynia Sybilli) wurde 1822 am nordwestlichen Altwasserarm des südlichen Łazienki-Sees nach Plänen Jakub Kubickis in Anlehnung an die Ionische Ordnung der antiken griechischen Architektur erbaut. Das Bauwerk vermittelt zwar einen massiven Eindruck, wurde jedoch aus Holz geschaffen. Im Inneren befinden sich Wandmalereien mit Blumen- und Fruchtmotiven.

## Ägyptischer Tempel
Der Ägyptische Tempel (poln. Świątynia Egipska) wurde 1822 von Jakub Kubicki am Ende des südwestlichen Altwasserarmes des südlichen Łazienki-Sees errichtet. Zuvor befand sich an dieser Stelle die Befestigungsanlage von Stanisław Lubomirski, die Warschau von Süden schützte. 1771 wurde hier eine Brücke aufgestellt. Nach den Zerstörungen durch die deutsche Wehrmacht 1944 blieb nur der nördliche Teil des Tempels erhalten. Die südliche Tempelanlage wurde nach dem Krieg nicht wieder aufgebaut.

## Große Offizine (Fähnrichsschule)

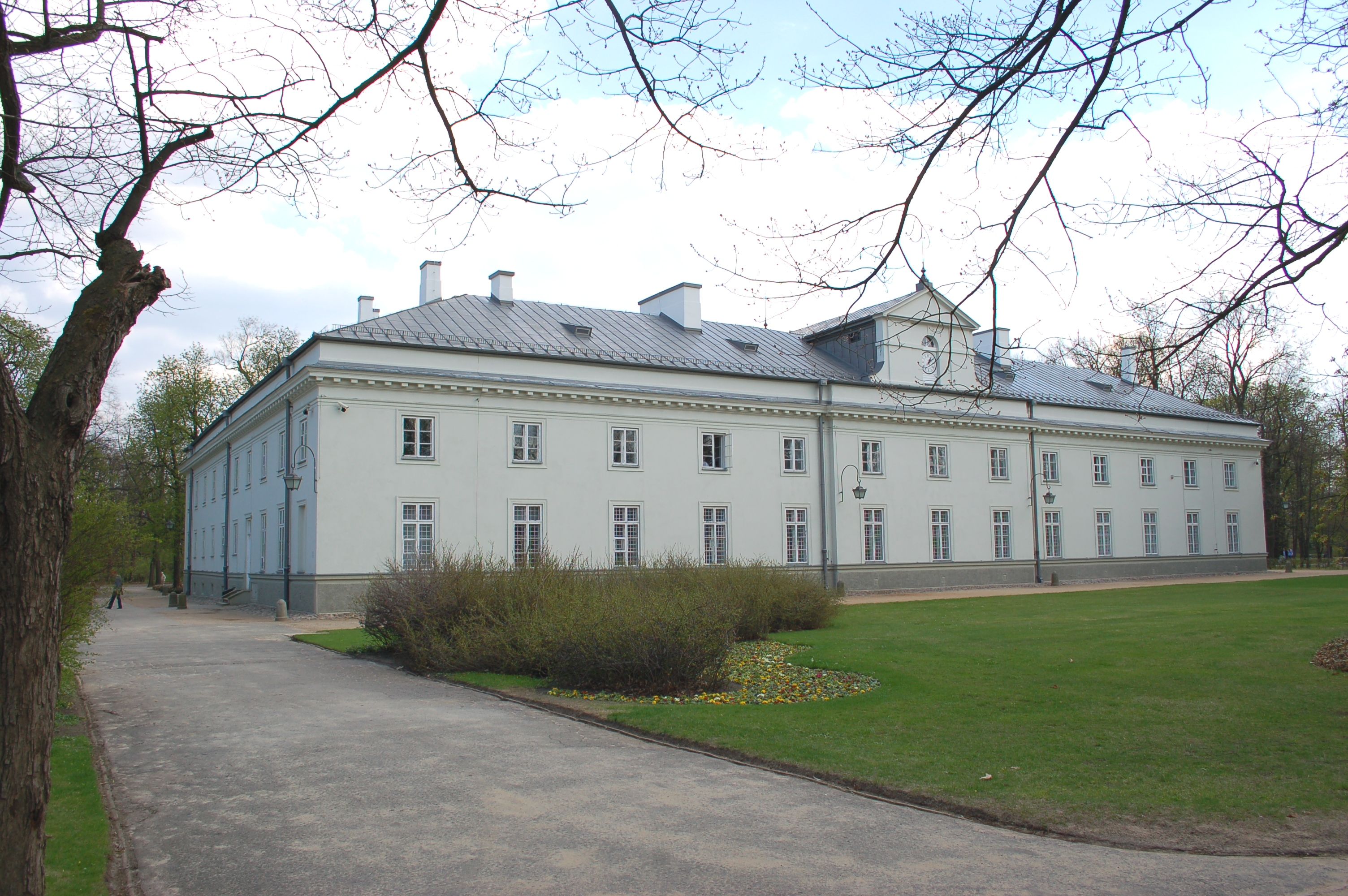
Die Fähnrichsschule

Hier befand sich seit dem 17. Jahrhundert das von Tylman van Gameren geschaffene Küchen- und Dienstgebäude der Anlage am östlichen Ufer des nördlichen Łazienki-Sees. 1778 wurde das Gebäude von Merlini umgebaut und mit einem Säulenportal versehen. 1788 wurde ein Südflügel angebaut. Bis 1831 diente das Gebäude als Fähnrichsschule (poln. Podchorążówka), von der aus am 29. November 1830 der Novemberaufstand ausging.

## Wasserturm
Der Wasserturm steht in der Nähe der Alten Orangerie. Er wurde 1827 von Chrystian Piotr Aigner nach dem Vorbild des römischen Grabmals der Caecilia Metella an der Via Appia entworfen, um die Paläste und Brunnen im Park mit Wasser zu versorgen. Heute dient er vor allem wechselnden Kunstausstellungen.

## Denkmäler

### Fryderyk-Chopin-Denkmal

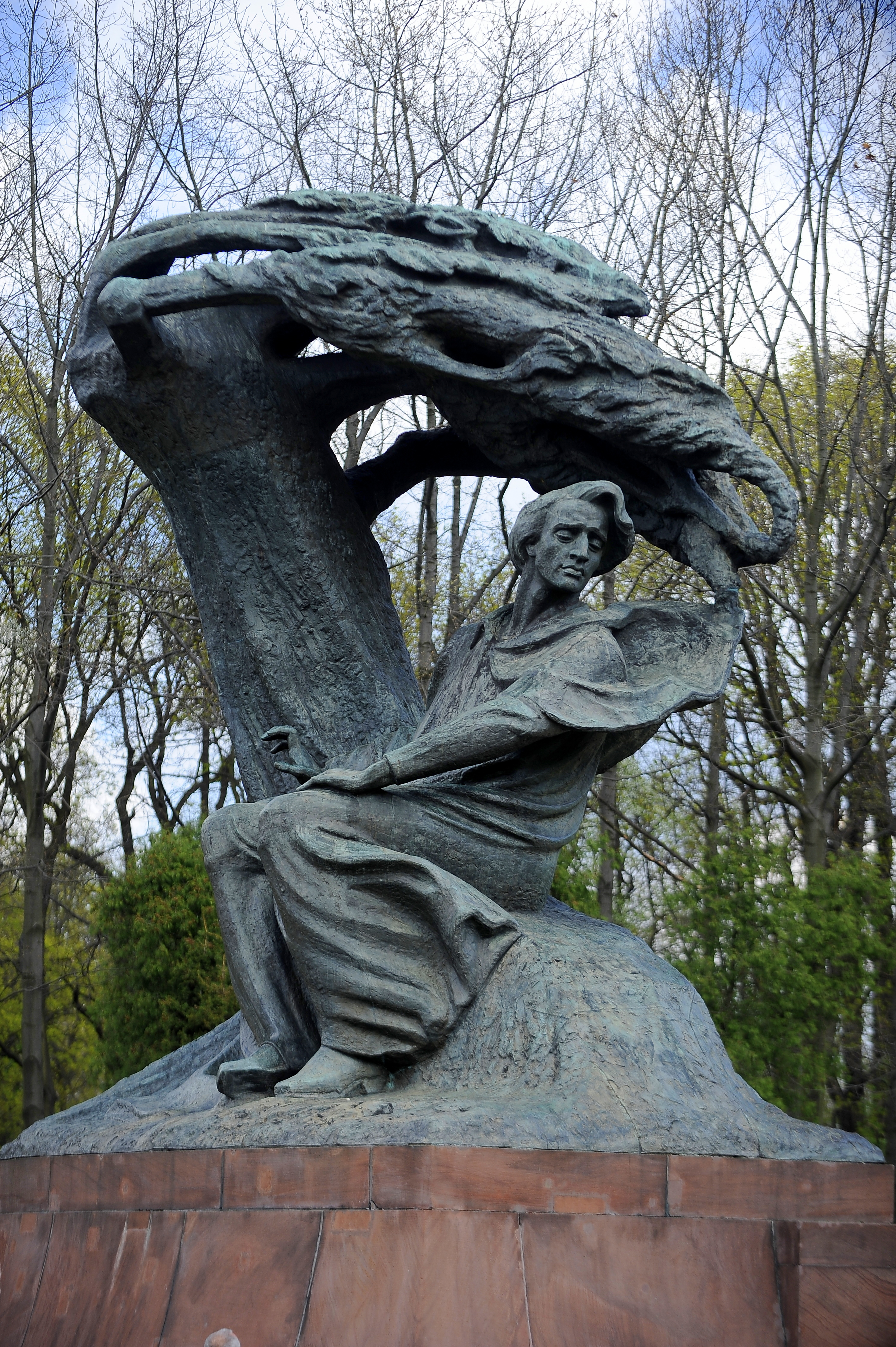
Das Chopin-Denkmal

Das Denkmal für Fryderyk Chopin (französisch Frédéric Chopin) wurde zu Ehren des in der Nähe Warschaus in Żelazowa Wola geborenen Komponisten und Pianisten 1908 von Wacław Szymanowski geschaffen. Das monumentale Jugendstildenkmal wurde jedoch erst 1926 aufgestellt.
Es stellt Chopin unter einer vom Wind gebeugten masowischen Weide dar. Das Denkmal wurde bereits zu Beginn der deutschen Besatzung im Zweiten Weltkrieg zerstört und eingeschmolzen. 1958 wurde es wieder rekonstruiert. Heute finden unter dem Denkmal um den Chopin-See sonntags häufig Klavierkonzerte statt, die für alle Besucher das Łazienki-Parks zugänglich sind.

### Jan-Sobieski-Denkmal
Das Denkmal für Johann III. Sobieski wurde am 14. September 1788 zum 105. Jahrestag des Entsatzes von Wien auf der Brücke (Agricola) über den nördlichen Łazienki-See, auf Betreiben König Stanislaus Augusts aufgestellt. André Le Brun war für das Projekt verantwortlich, das von Franciszek Pinck ausgeführt wurde. König Jan III. Sobieski wird zu Pferd dargestellt, unter dem sich ein besiegter Osmane befindet. Am 29. November 1830 versammelten sich unter dem Denkmal die Aufständischen von der Fähnrichsschule, bevor sie das Belvedere stürmten, um den russischen Statthalter zu vertreiben.

### Henryk-Sienkiewicz-Denkmal

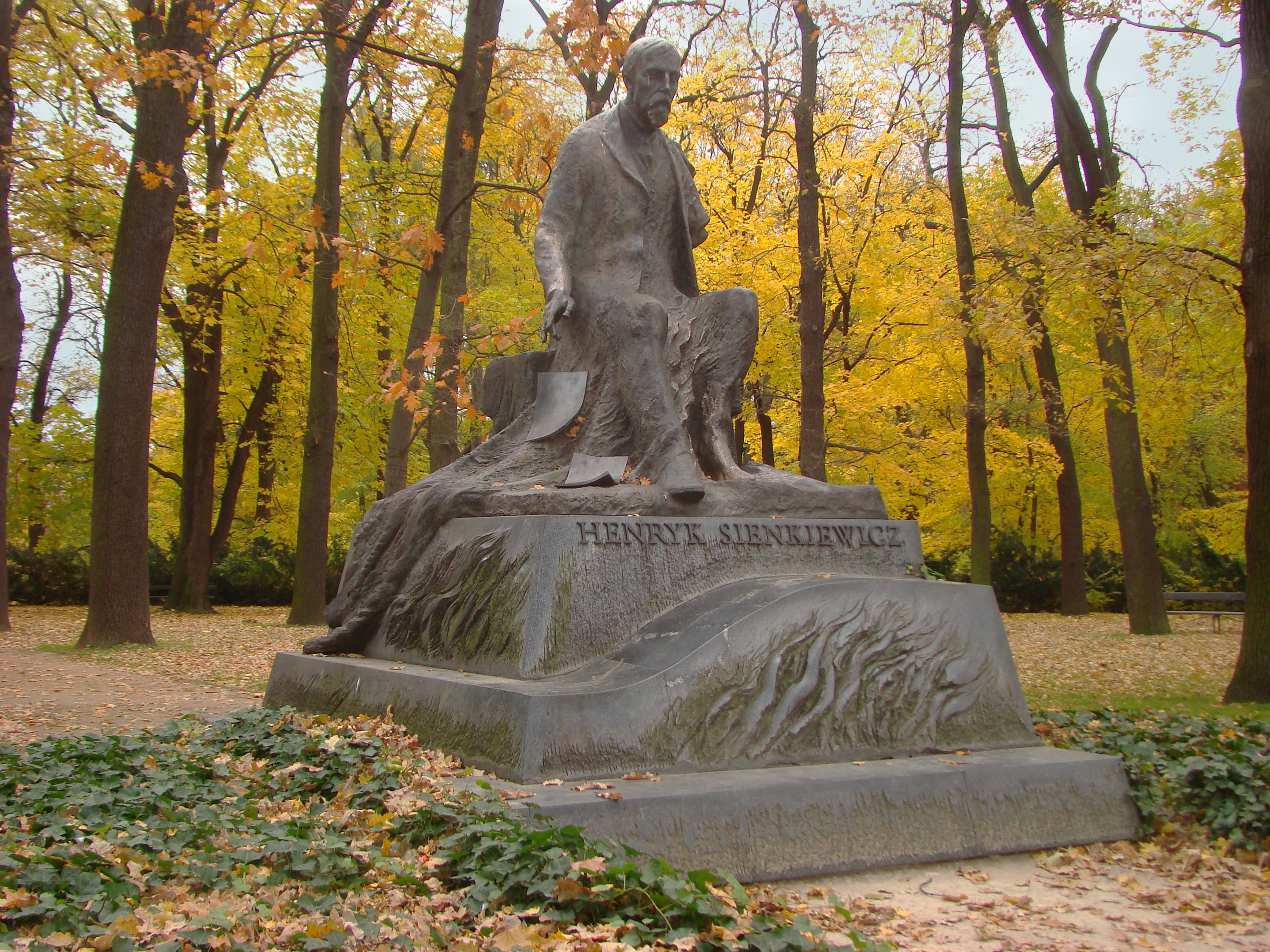
Das Henryk-Sienkiewicz-Denkmal

Das Denkmal wurde vom Bildhauer Gustaw Zemła als Stiftung Janina und Zbigniew Porczyńskis realisiert und am 5. Mai 2000 zu Ehren des Literaturnobelpreisträger Henryk Sienkiewicz enthüllt.

### Józef-Piłsudski-Denkmal
Das Piłsudski-Denkmal wurde nach einem Entwurf von Stanisław Ostrowski 1998 südlich des Chopin-Denkmals errichtet. Józef Piłsudski, der spätere Marschall von Polen, stellte im Ersten Weltkrieg die Polnischen Legionen in Österreich-Ungarn auf, die Garanten für die Wiedererlangung der Unabhängigkeit waren. Im Polnisch-Sowjetischen Krieg gelang es ihm, die Rote Armee 1920 an der Weichsel aufzuhalten und zurückzuschlagen (Wunder an der Weichsel).